# Zborowskie (Łódź)
Pour les articles homonymes, voir Zborowskie.
Zborowskie est une localité polonaise de la gmina et du powiat de Zduńska Wola en voïvodie de Łódź.